# 倭文神社 (与謝野町)
倭文神社（しどりじんじゃ）は、京都府与謝郡与謝野町三河内（みごち）地区にある神社。927年（延長5年）編纂の延喜式神名帳に式内社として記載される古社である。延喜式神名帳に記載された倭文神社は全国に14あるが、2社が京都府北部の丹後地方にあり、そのうちの「倭文神社 丹後国 与謝郡鎮座」について記す。
神社そのものと例祭である三河内曳山祭が、それぞれ、2017年（平成29年）4月、文化庁により、地域の歴史的魅力や特色を通じて日本の文化・伝統を語るストーリー「日本遺産」の「丹後ちりめん回廊」を構成する文化財のひとつに認定された。

## 歴史

倭文神社(与謝)前

記録によって諸説あるが、創建は710年（和銅3年）または712年（和銅5年）とされ、筬村の石崎山に倭文大神が勧請されたのを起源とする。当時、この地域で綾錦を織ることとなったことから、丹後国一宮の籠神社から海部直笑志が勅命を受けて祀り、醍醐天皇も信仰したと伝えられる。981年（天禄12年）に従二位に列し、1223年（貞応2年）に現在地に遷座された。
社伝によれば「昔、神の木の下に人々が集い、宝物を祀って、供物を飾り、宝器を鳴らして作付けを占った」と伝えられ、境内からは銅鐸が出土している。古来、三河内の人々の産土神として信仰された。丹後ちりめんに代表される織物は当地の地場産業であり、祭日には近在の村々から麻苧を持った参拝者が群を為したという。近年の修理工事の際に、屋根に1808年（文化5年）に奉納された墨書が見つかっている。
古くは神仏習合によって「石崎大明神」あるいは「石崎倭文大明神」等と称されたが、明治初めの神仏分離令により仏教色が一掃され、社号を「倭文神社」に改称した。
1907年（明治40年）、幣帛供進神社に指定。1873年（明治6年）に村社に、1944年（昭和19年）11月20日付で府社となった。年中行事は、府社に昇格した当時は4月25日の春祭りと別に5月1日に奉幣の差遣があり、年2回例祭が執り行われるような形がとられたが、現在は春祭りのみとなっている。
2017年（平成29年）、例祭である春祭りこと「三河内曳山祭」とともに、日本遺産「丹後ちりめん回廊」構成文化財のひとつに認定された。

## 祭神と境内社
主祭神は天羽槌雄神で、建葉槌命とも称される。倭文氏の祖先であり、倭文大神と称する氏子もある。天照大神が天岩屋に隠れた際に、高皇産霊神の命を受けて文布を織った神で、機織りの祖神とされる。また武勇の神でもあるとして、ともに武の神である八幡神を信仰対象とする氏子もある。
境内社には、府道からいちばん手前の大鳥居の右手に粟嶋神社があり、拝殿に至る境内中ほどの右手に稲荷神社、左手に若宮社がある。 

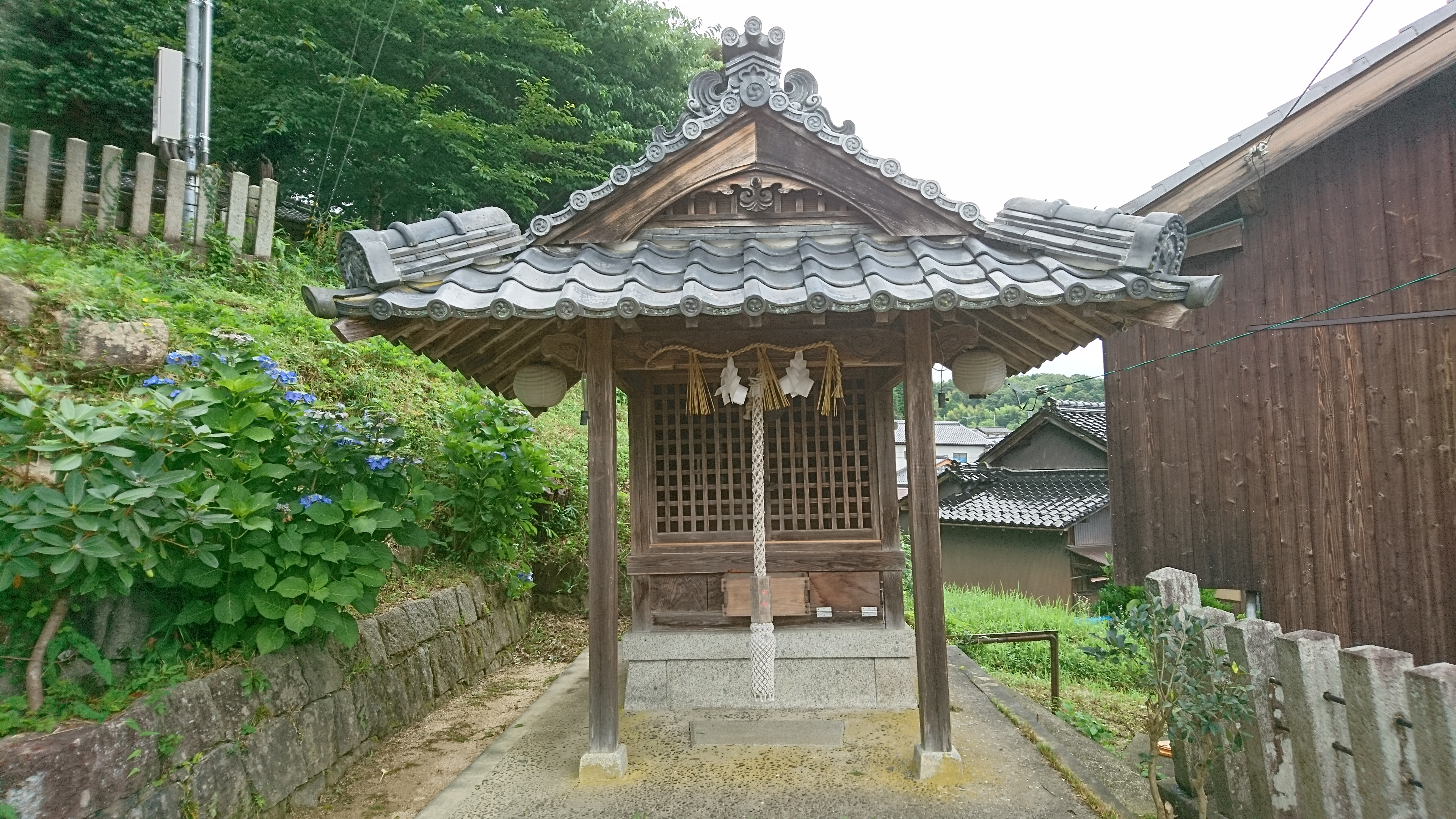
粟嶋社
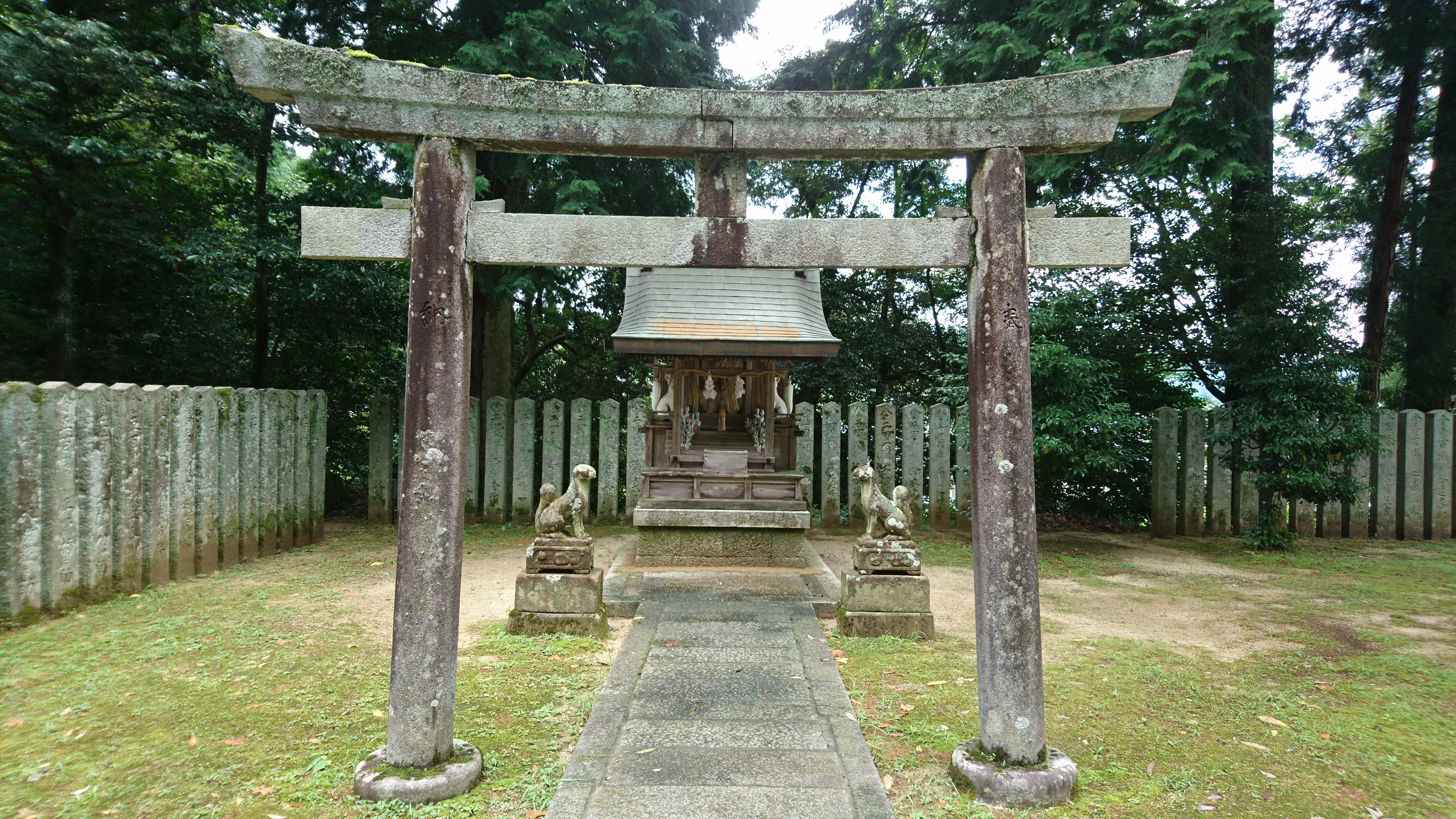
稲荷社
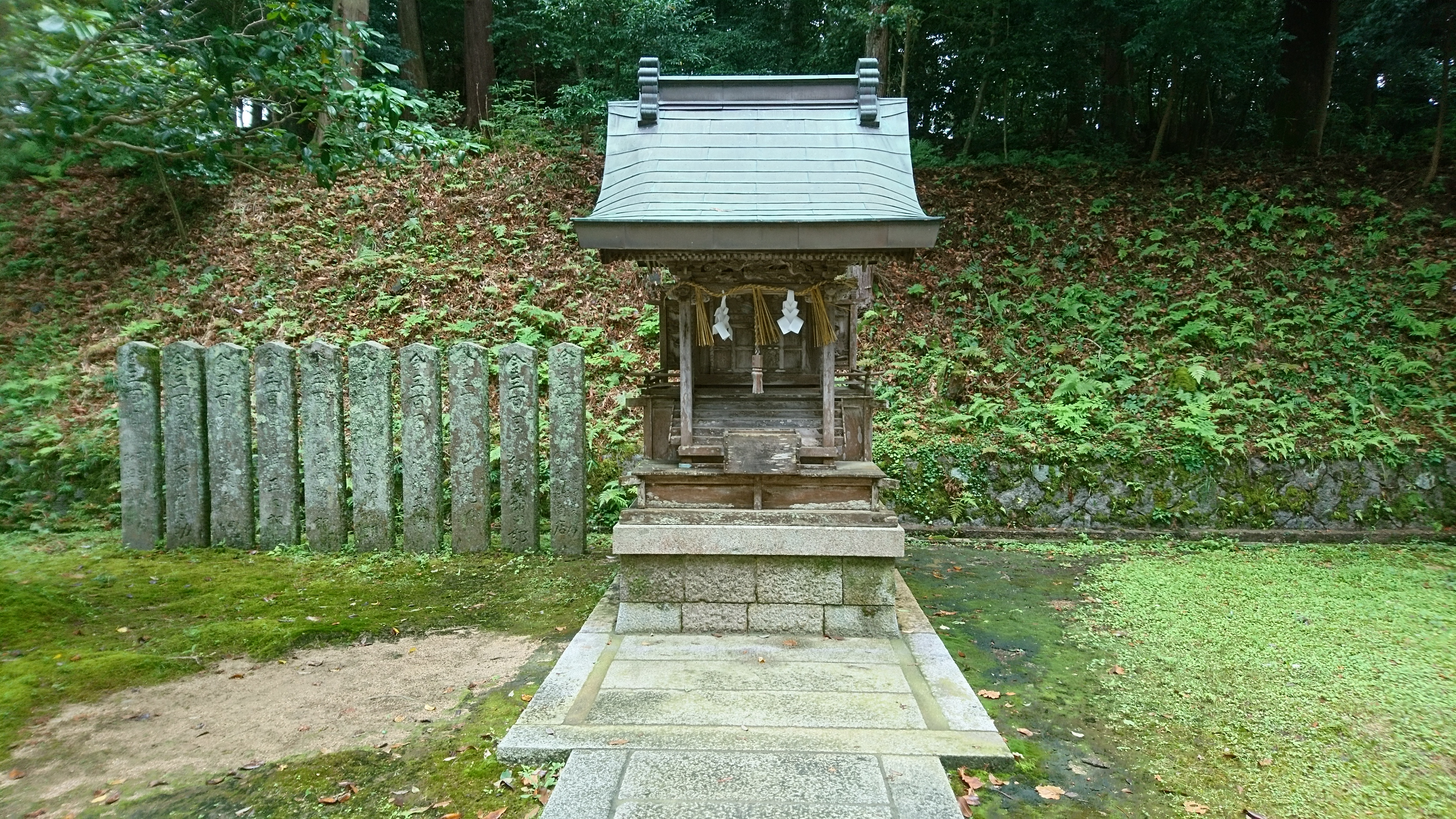
若宮社

## 境内と文化財

### 建造物
本殿・舞殿・拝殿と連なった建造物のほか、土蔵・神門・社務所等からなる。
本殿は嘉永年間に一度焼失し、現在の本殿は、社蔵の『歴代記』によれば、1821年（文政4年）に建てられたもので、入母屋造、銅板葺の標準的な一間社である。正面に唐破風付きの向拝を備える。正面及び側面の三方に縁があり、正面に木の階段と浜縁が張り出す造りとなり、舞殿に繋がる。身舎正面に双折れの桟唐戸、両側面に両開きの板戸があり、彫刻が施されている。内部は、両開きの板戸があり、前後に内陣と内々陣に分かれる。身舎柱は地長押、内法長押、台輪で固定され、組物は尾垂木付きの二手先組の上に化粧桁をまわし、さらにもう一段、三斗組物を置いて丸桁を乗せて垂木を受ける個性的な造りとなっている。向拝の組物は出組で、身舎と向拝を繋ぐ虹梁上にも組物を置いて、天井は組入格天井となっている。向拝に天井を設ける造りは江戸時代の丹後地方の神社本殿に共通する特徴とされており、ほかに宮津市の日吉神社本殿や、成相寺の鎮守堂などに見ることができる。脇障子や扉の彫刻は、黄石公と張良の故事や、唐獅子や牡丹等が彫られ、京都市の西本願寺の唐門との類似がみられる。これらの組物や彫刻が、江戸時代後期の丹後地域の神社本殿建築の遺構として貴重とされることから、1996年（平成8年）に府の文化財に指定された。
神門は切妻の桟瓦葺で、平入、三間一戸、八脚単層門となっている。拝殿は入母屋造、桟瓦葺、平入、桁行６間、正面１間向拝を備える。

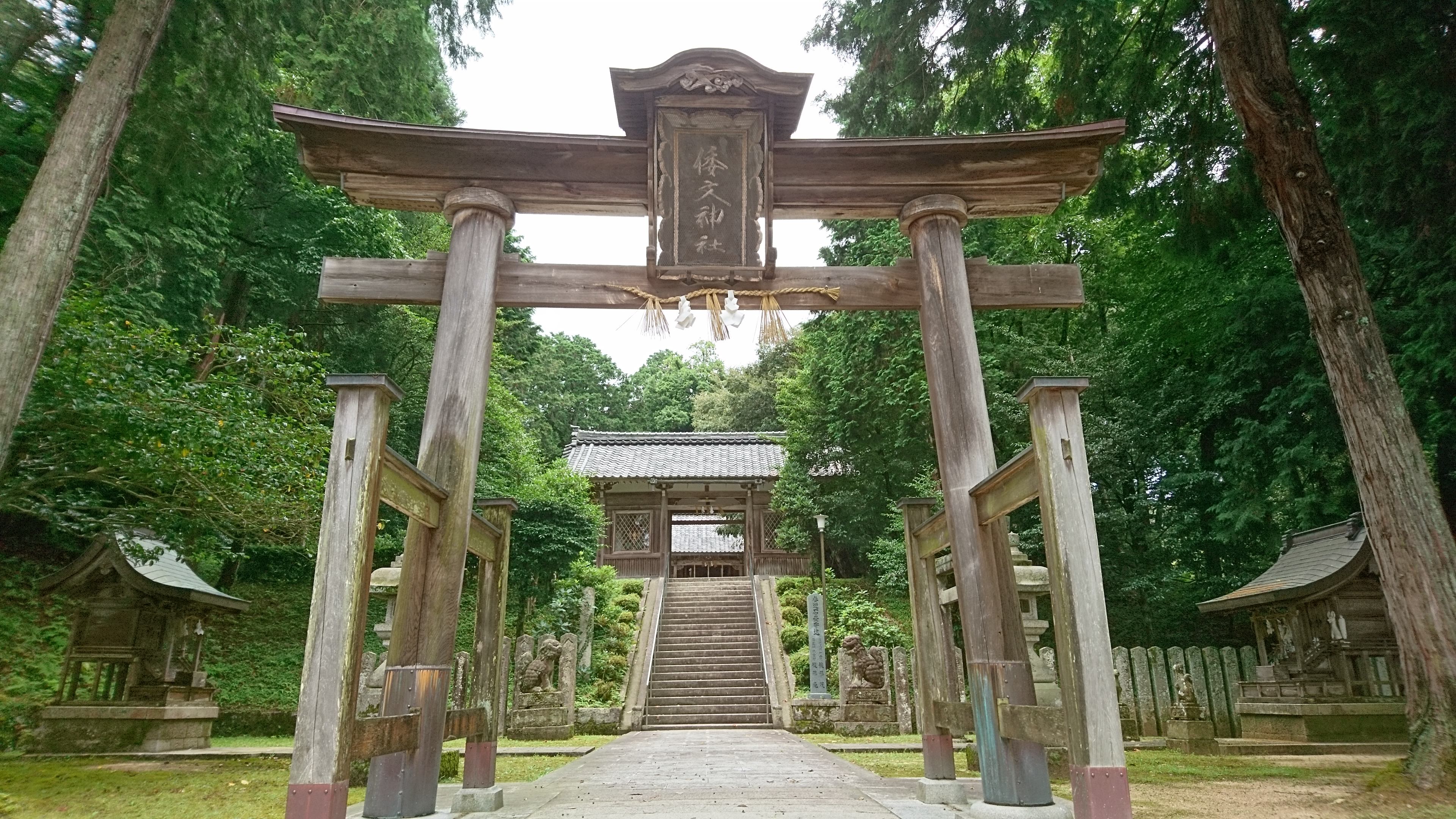
境内中ほどの鳥居。右に稲荷社、左に若宮社が建つ。
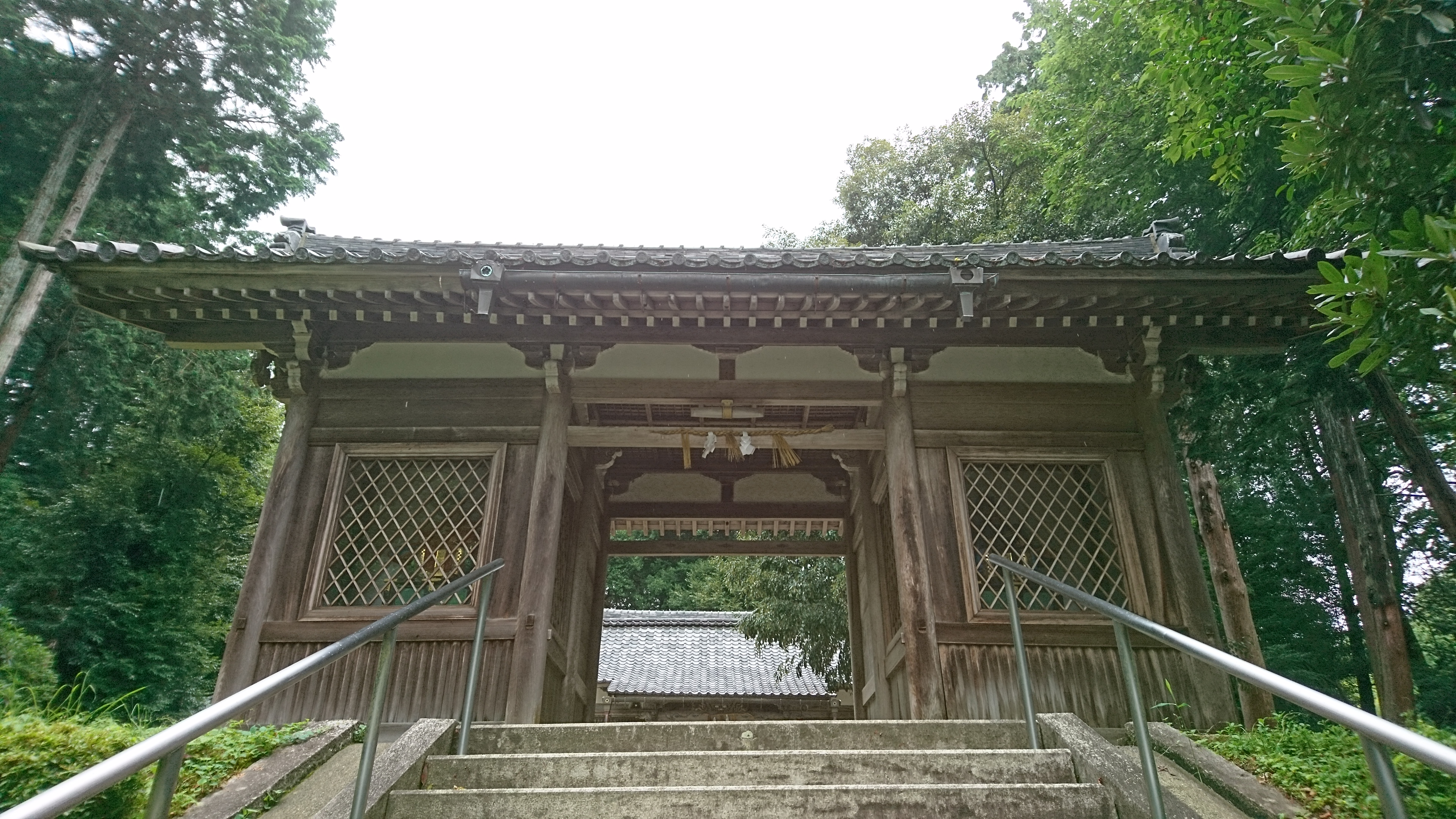
神門
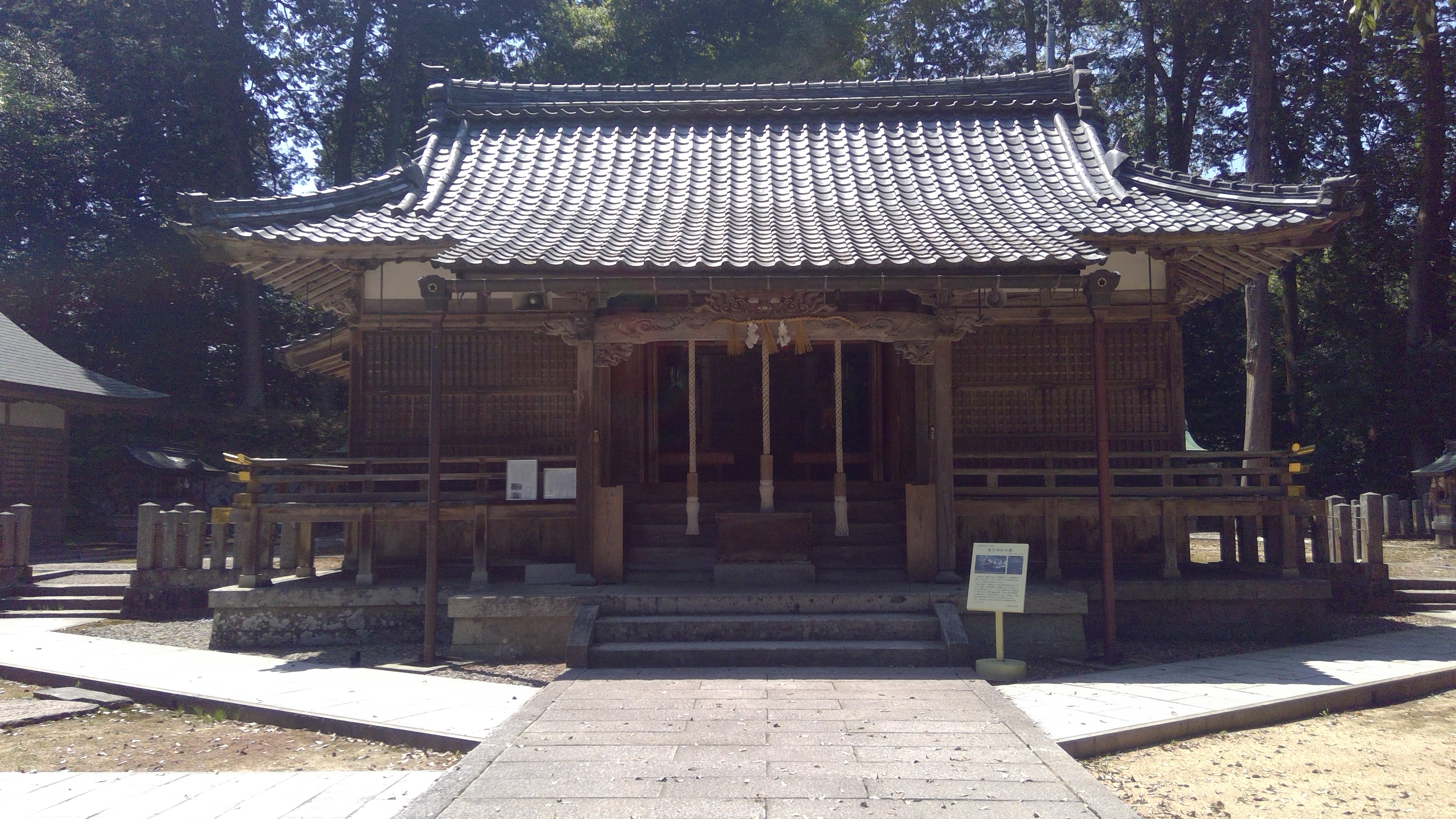
拝殿
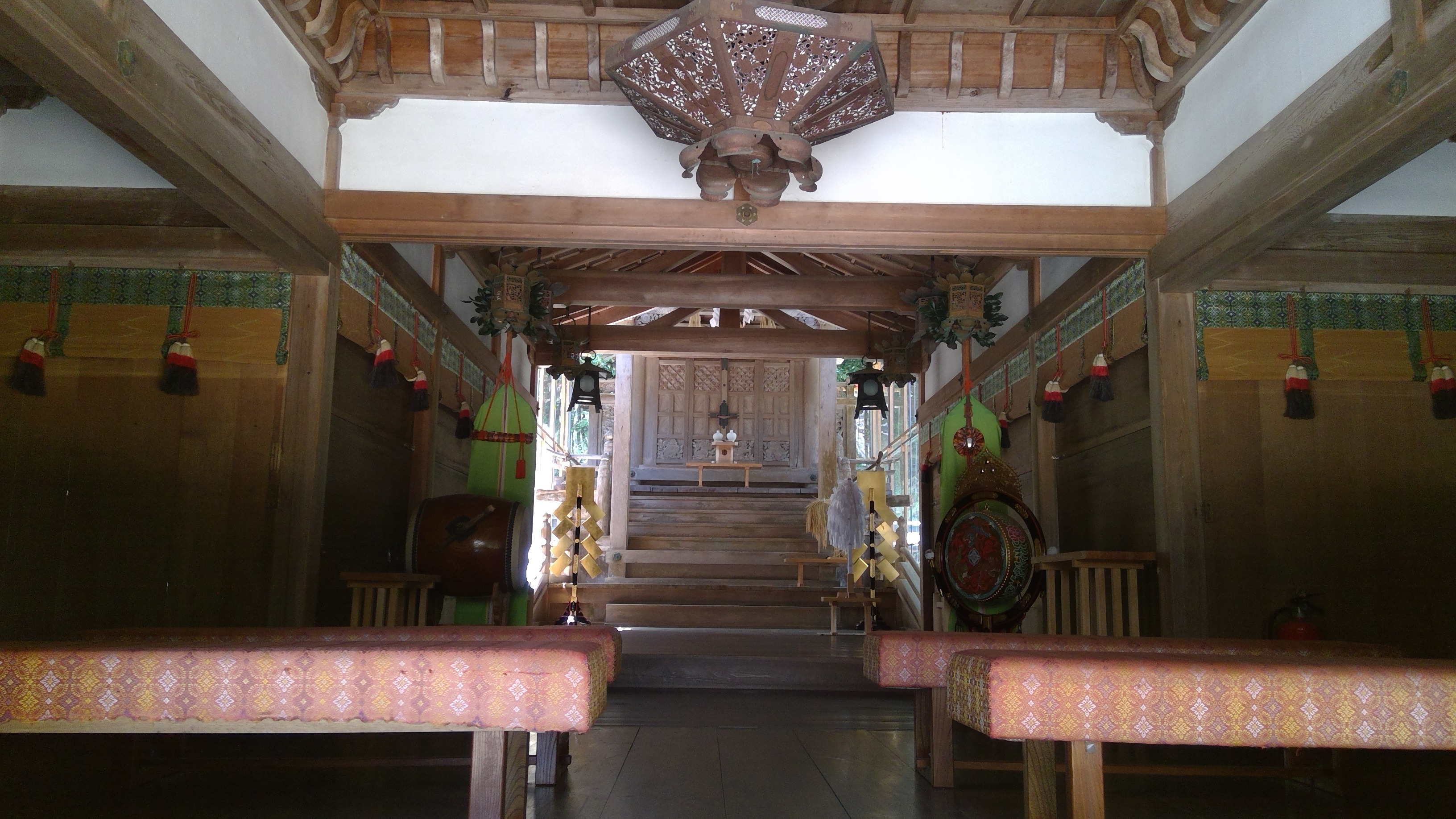
拝殿。奥に舞殿、本殿と一体に連なる。
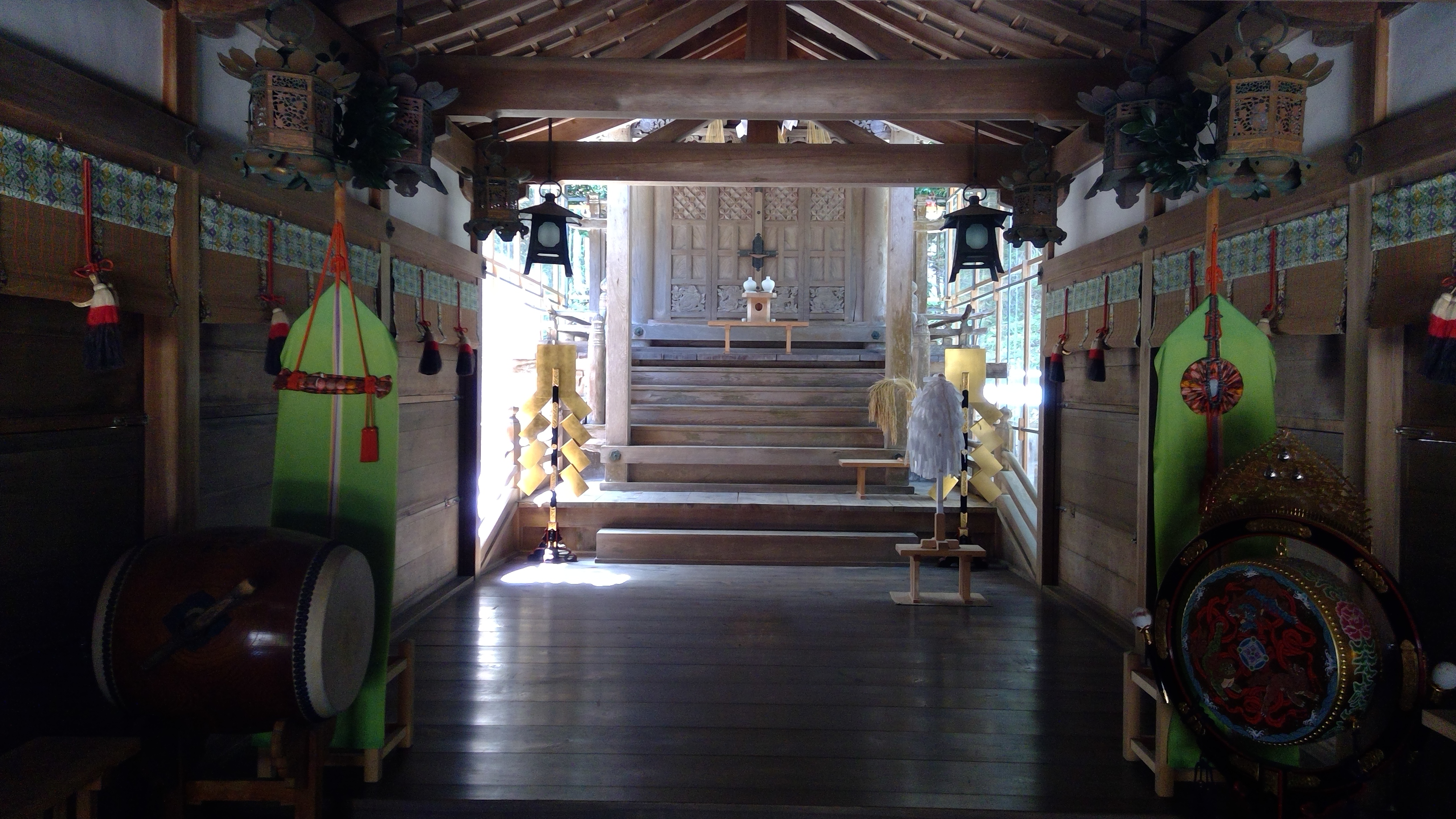
舞殿から本殿を臨む
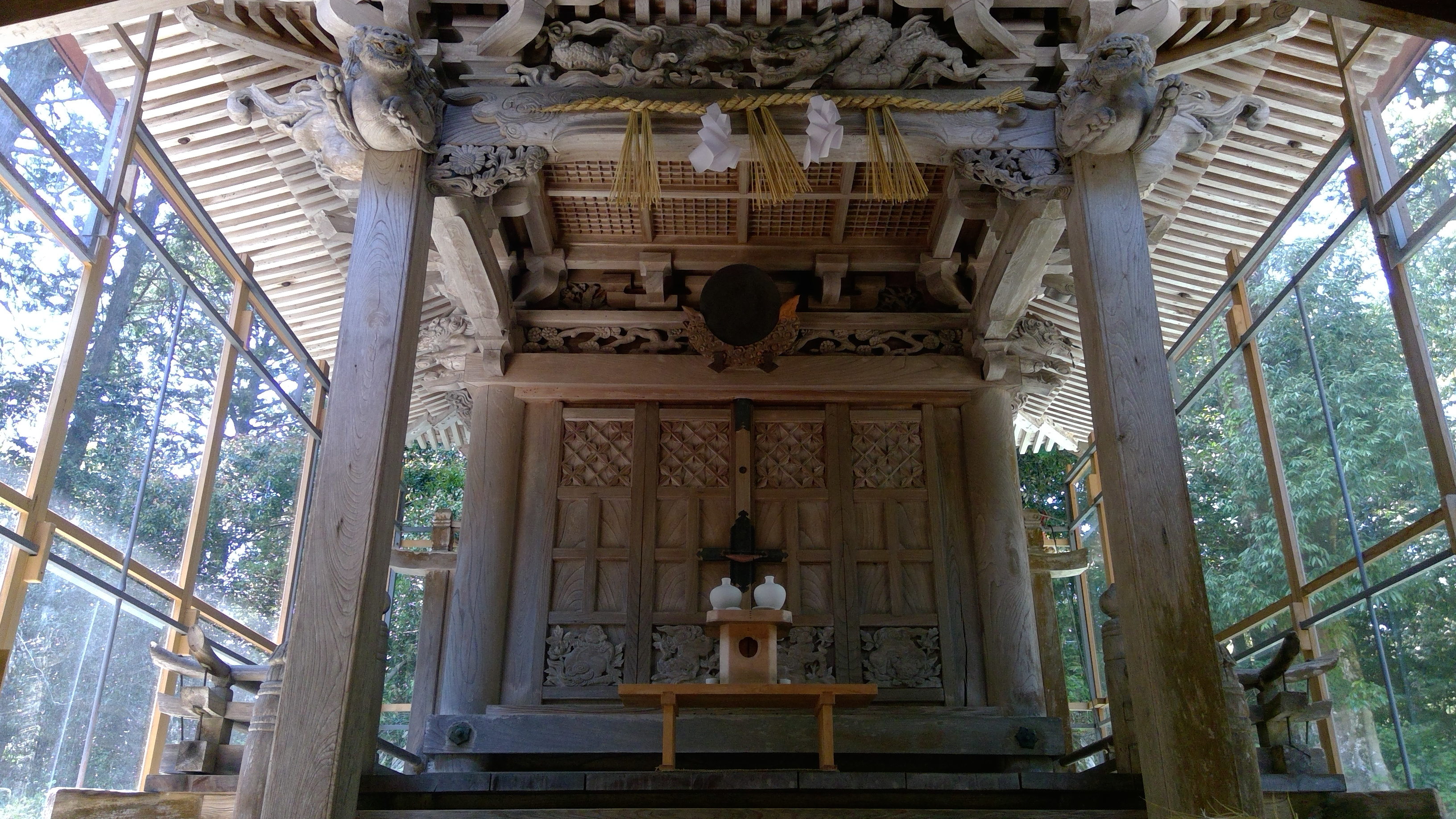
本殿
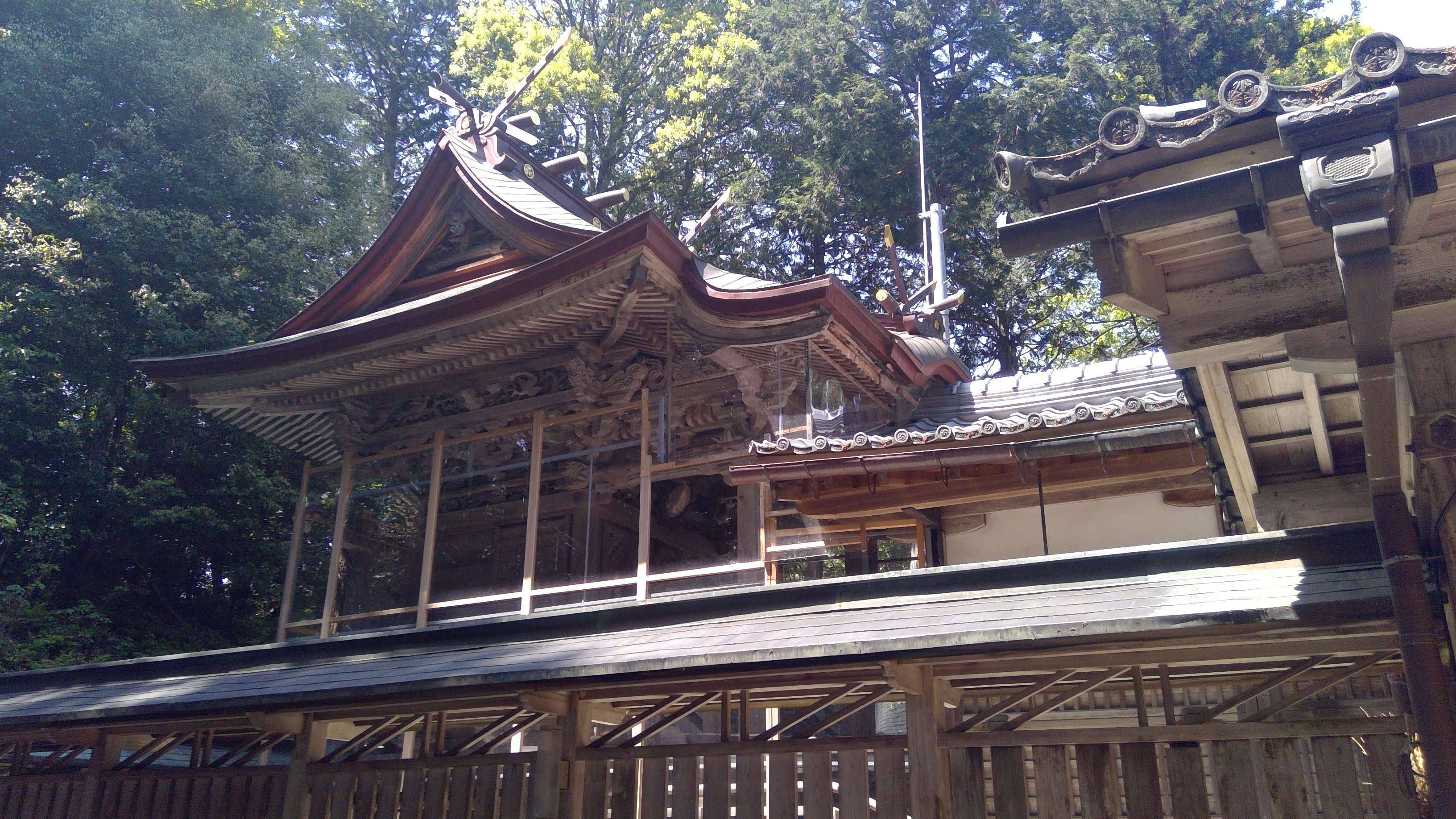
本殿（外観）
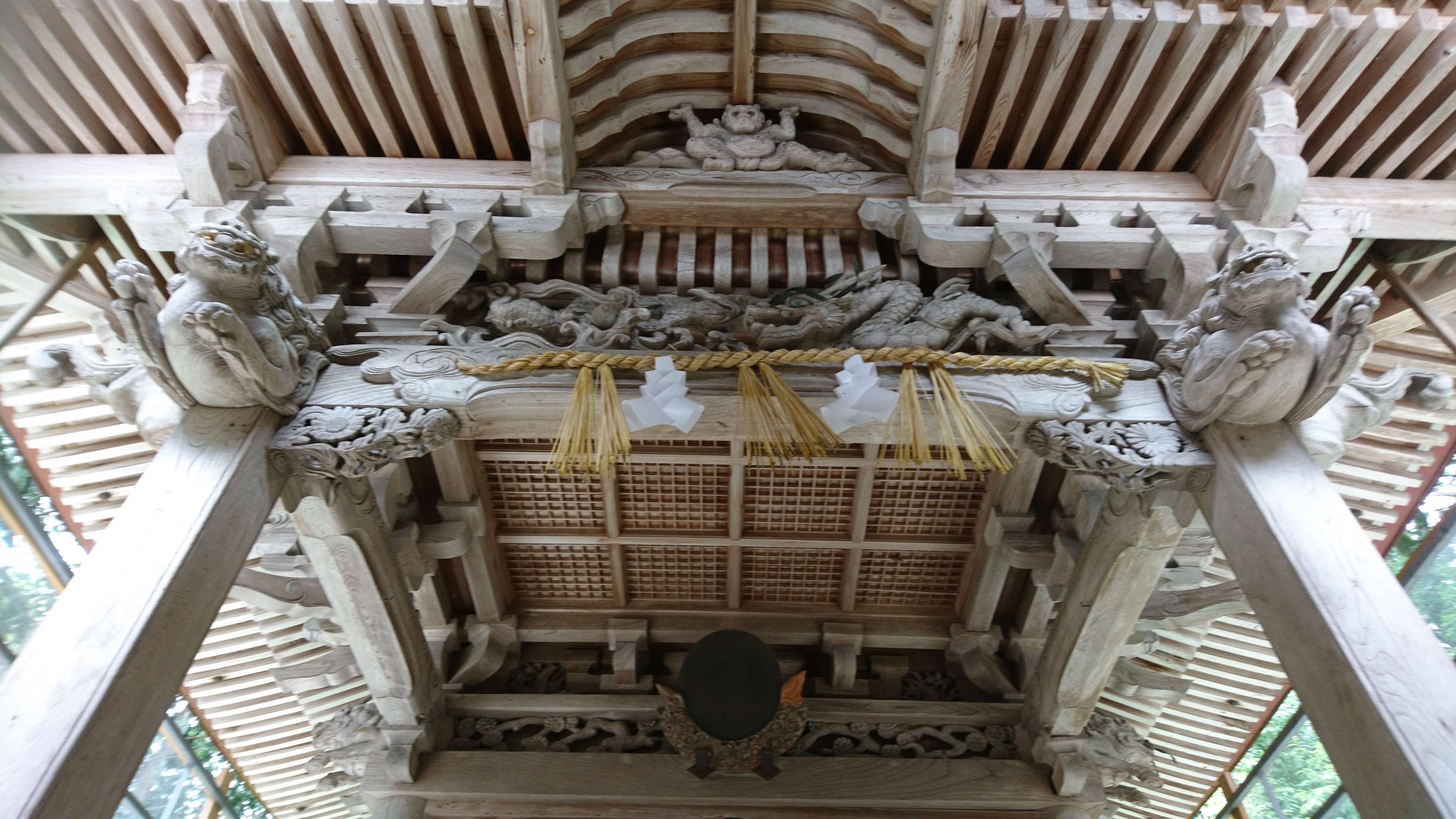
本殿の天井付近（正面）
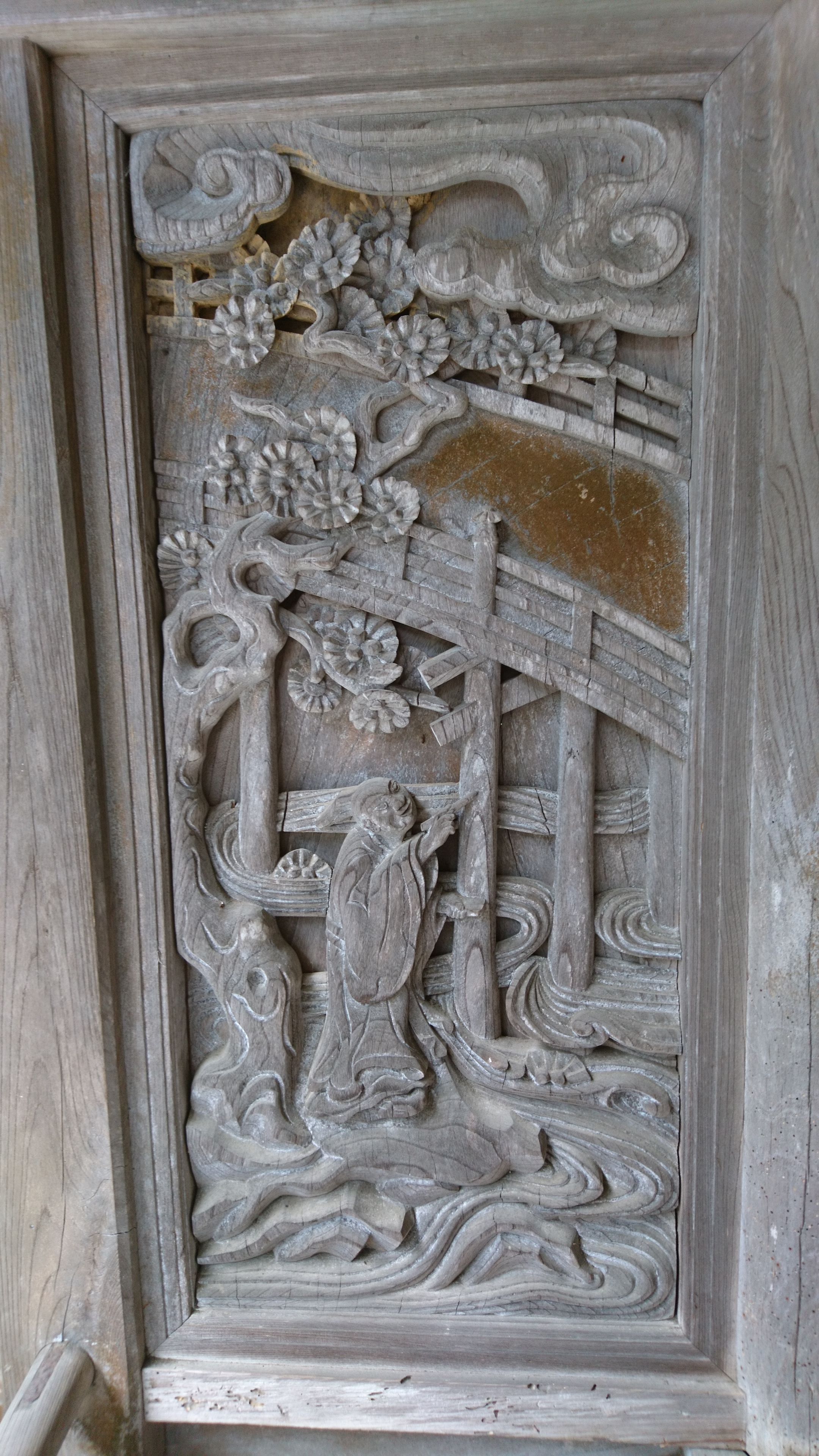
本殿の彫刻（左脇障子）
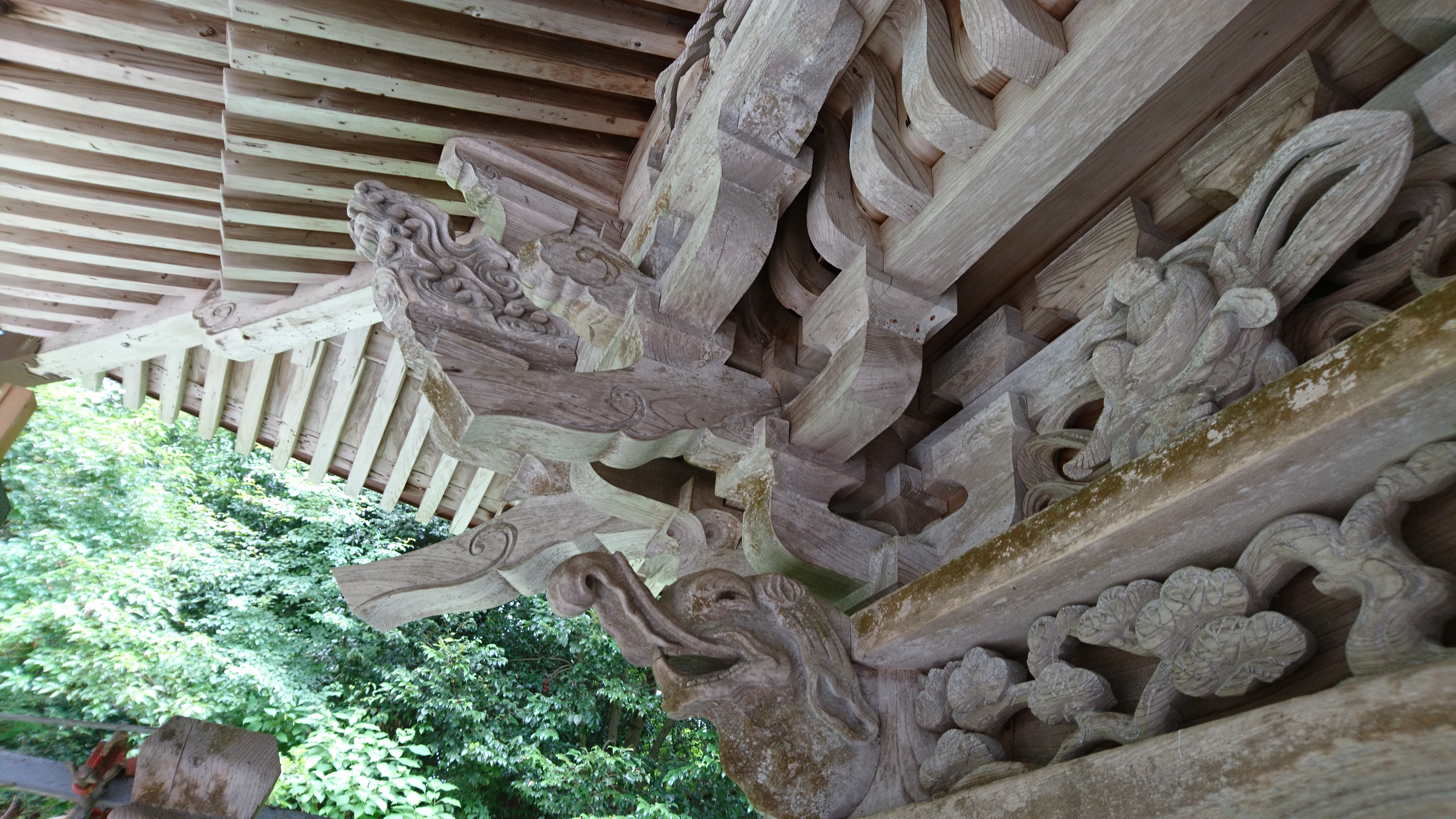
本殿の天井付近（左側）
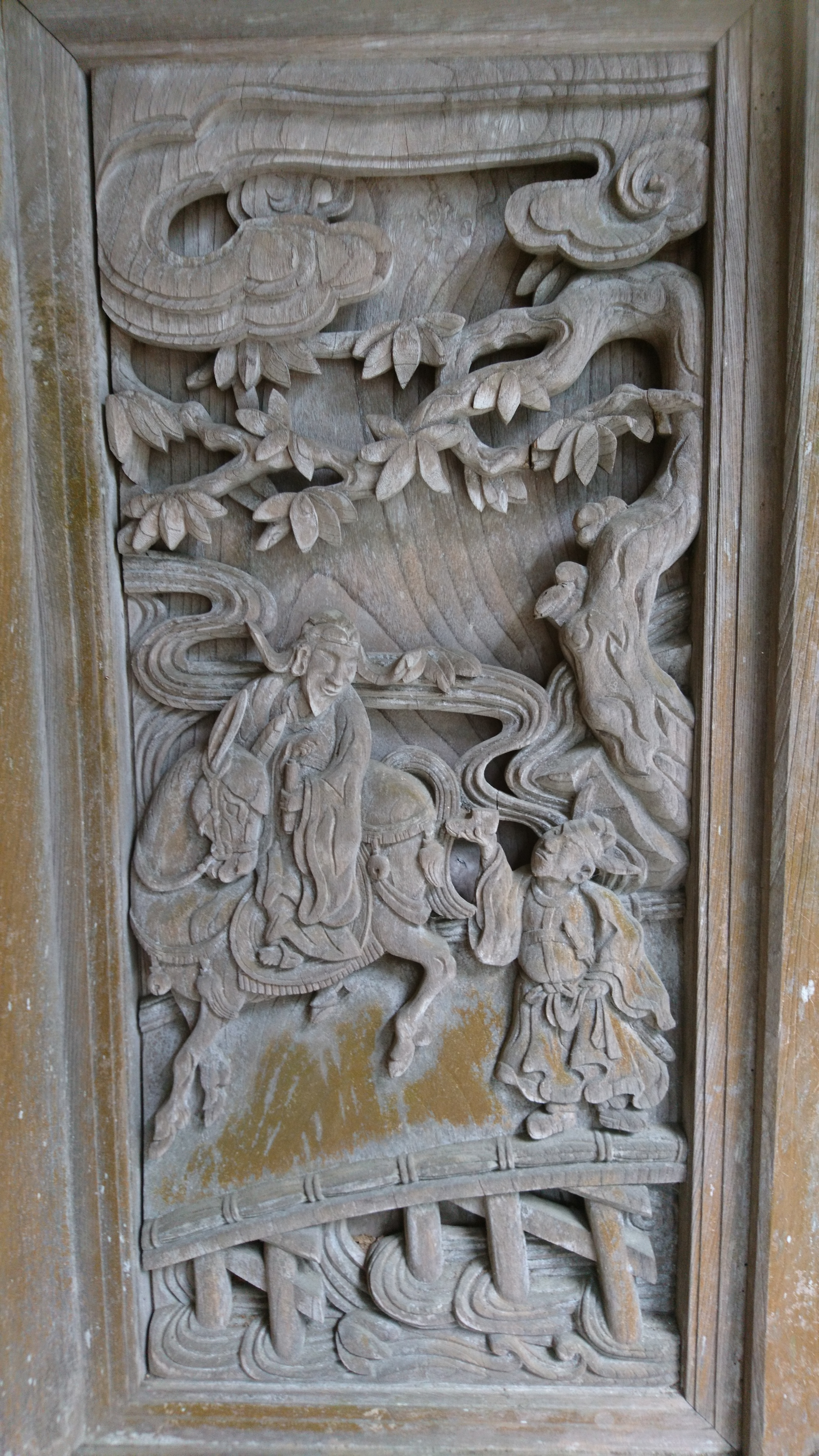
本殿の彫刻（右脇障子）
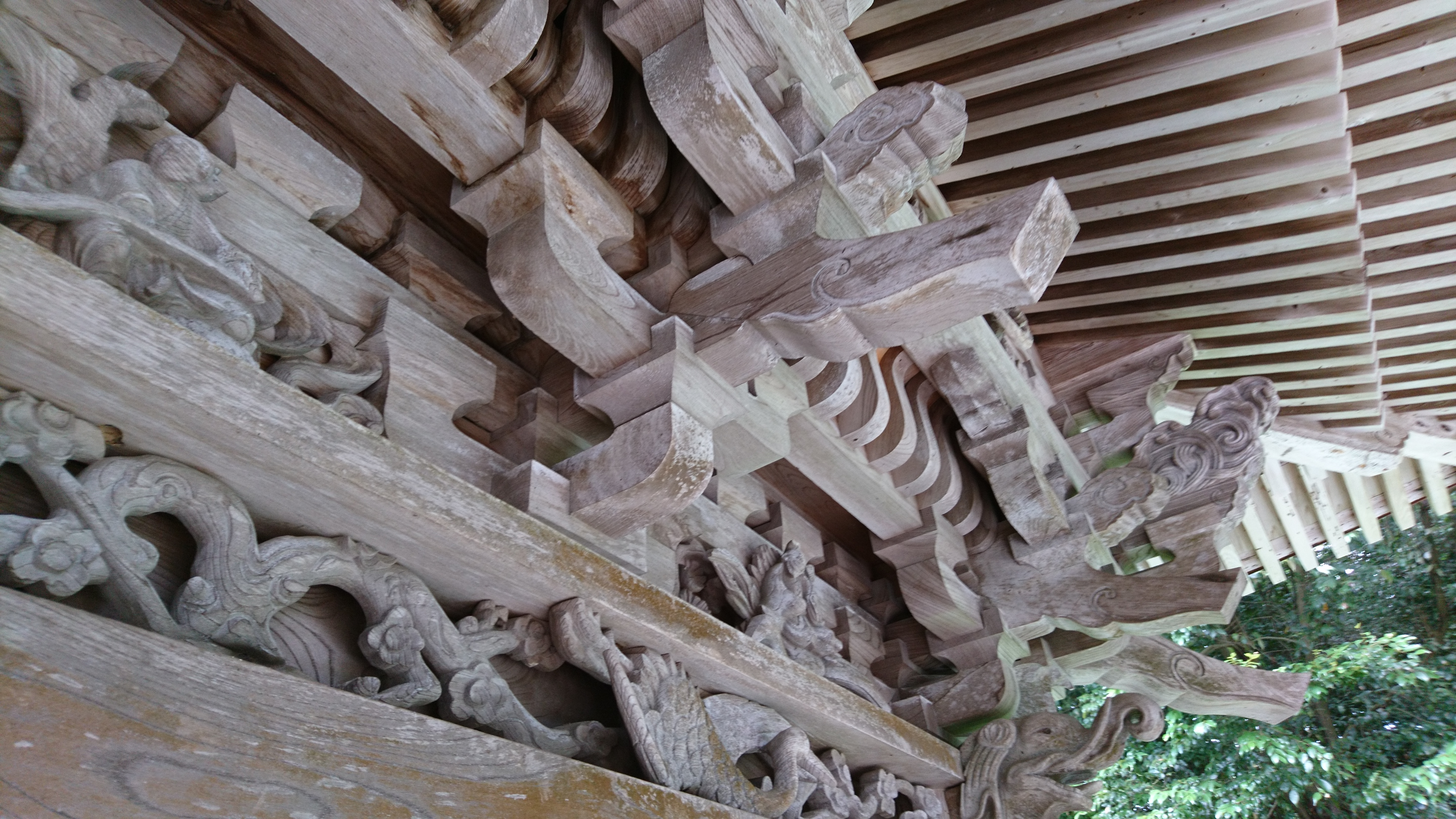
本殿の天井付近（右側）
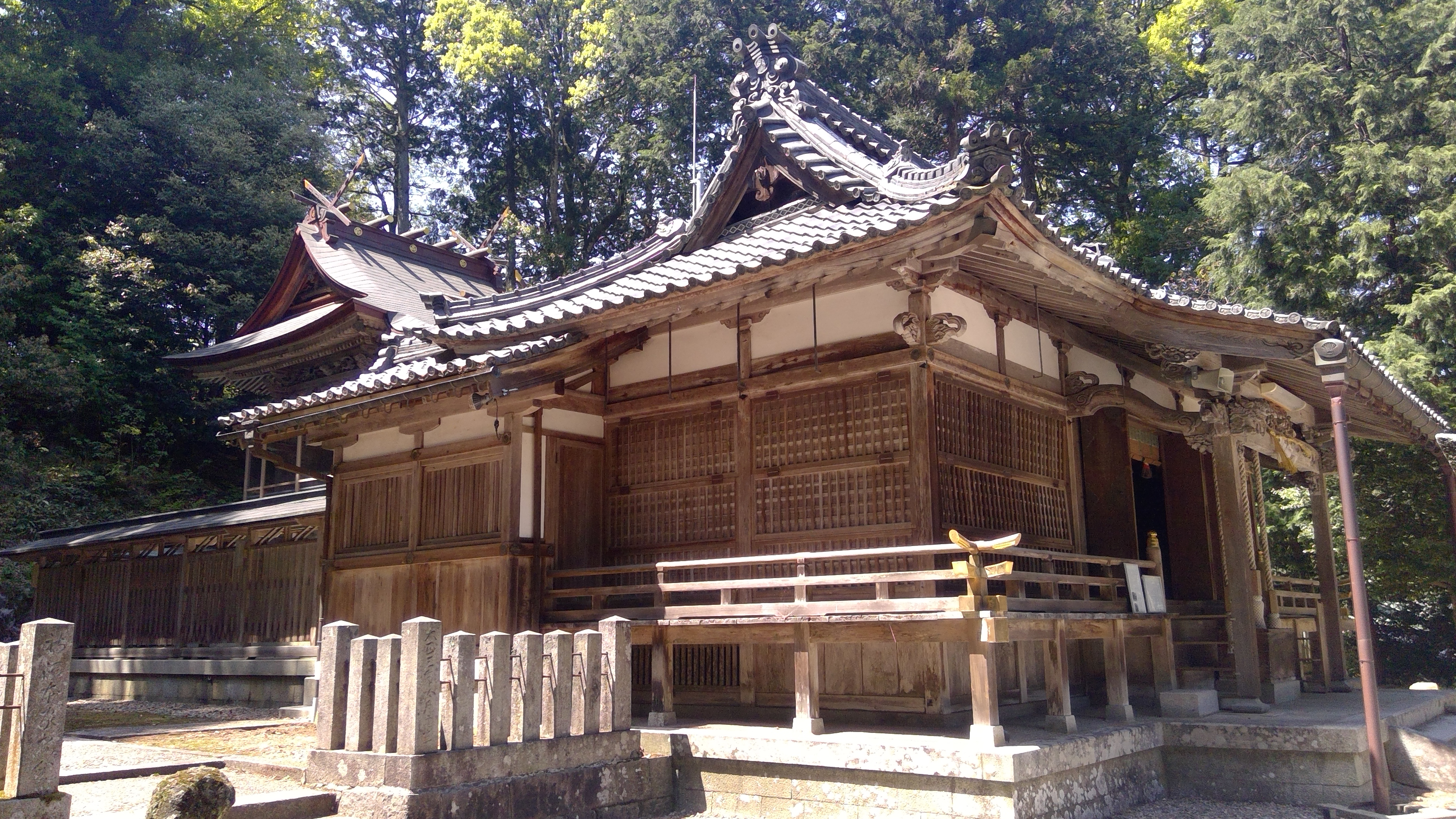
拝殿・舞殿・本殿（外観）

### 史跡
倭文神社境内には、石崎古墳または倭文神社古墳群と呼ばれる円墳一号（高4メートル、長径15メートル）、円墳二号（高2.5メートル、長径10メートル）、円墳三号（高2メートル、長径7メートル）、前方後円墳（全長60メートル）の4基の古墳があるが、神社との関係は明確ではない。これらは古墳時代中期にあたる5世紀のものと推定されている。1930年（昭和5年）に史蹟保存会が結成された。
古墳群からは、三河内地区一帯や大江山を一望できる。
境内全体が府の「倭文神社文化財環境保全地区」に決定されている。

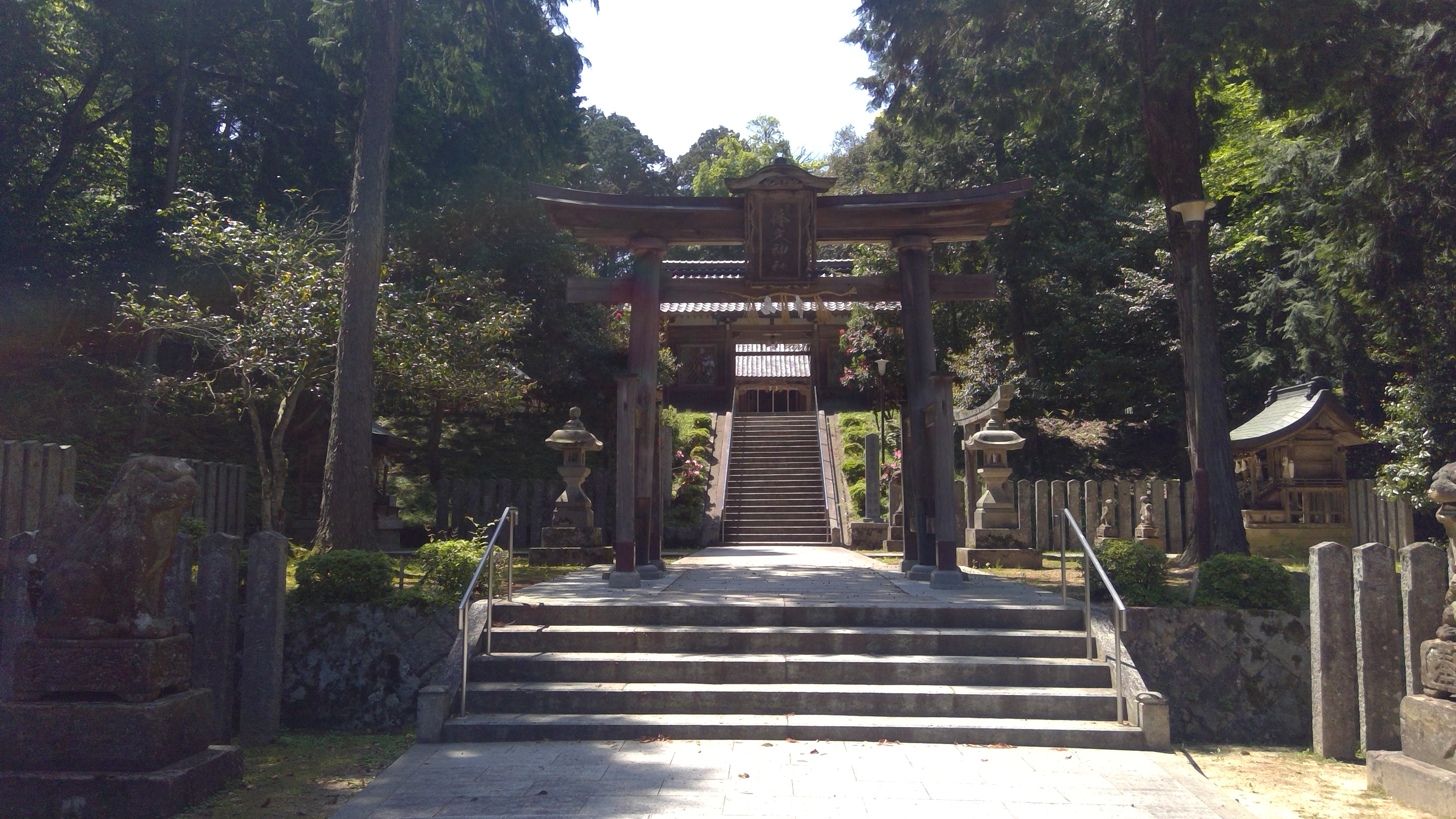
境内
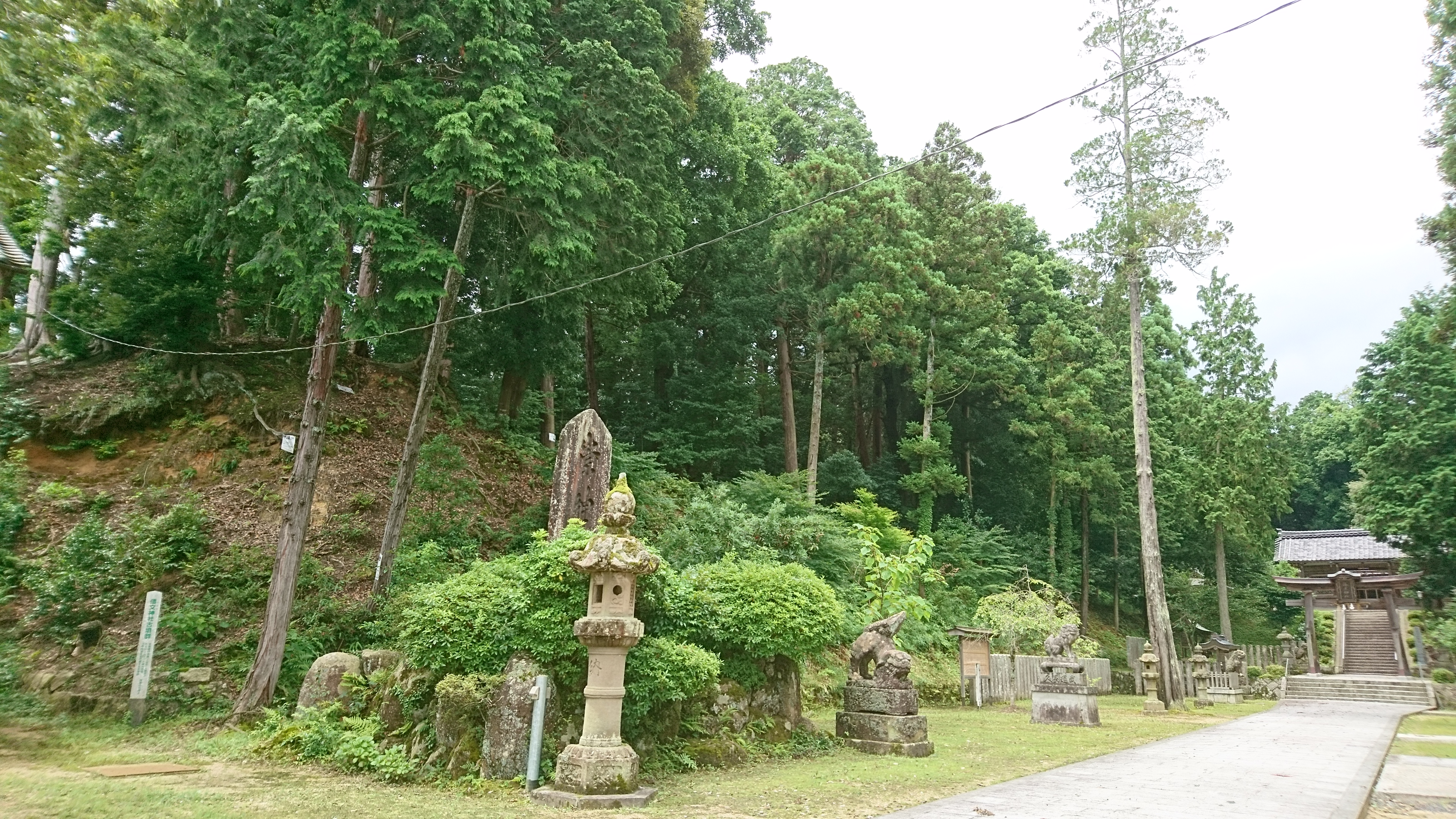
境内左手にある４基の古墳群
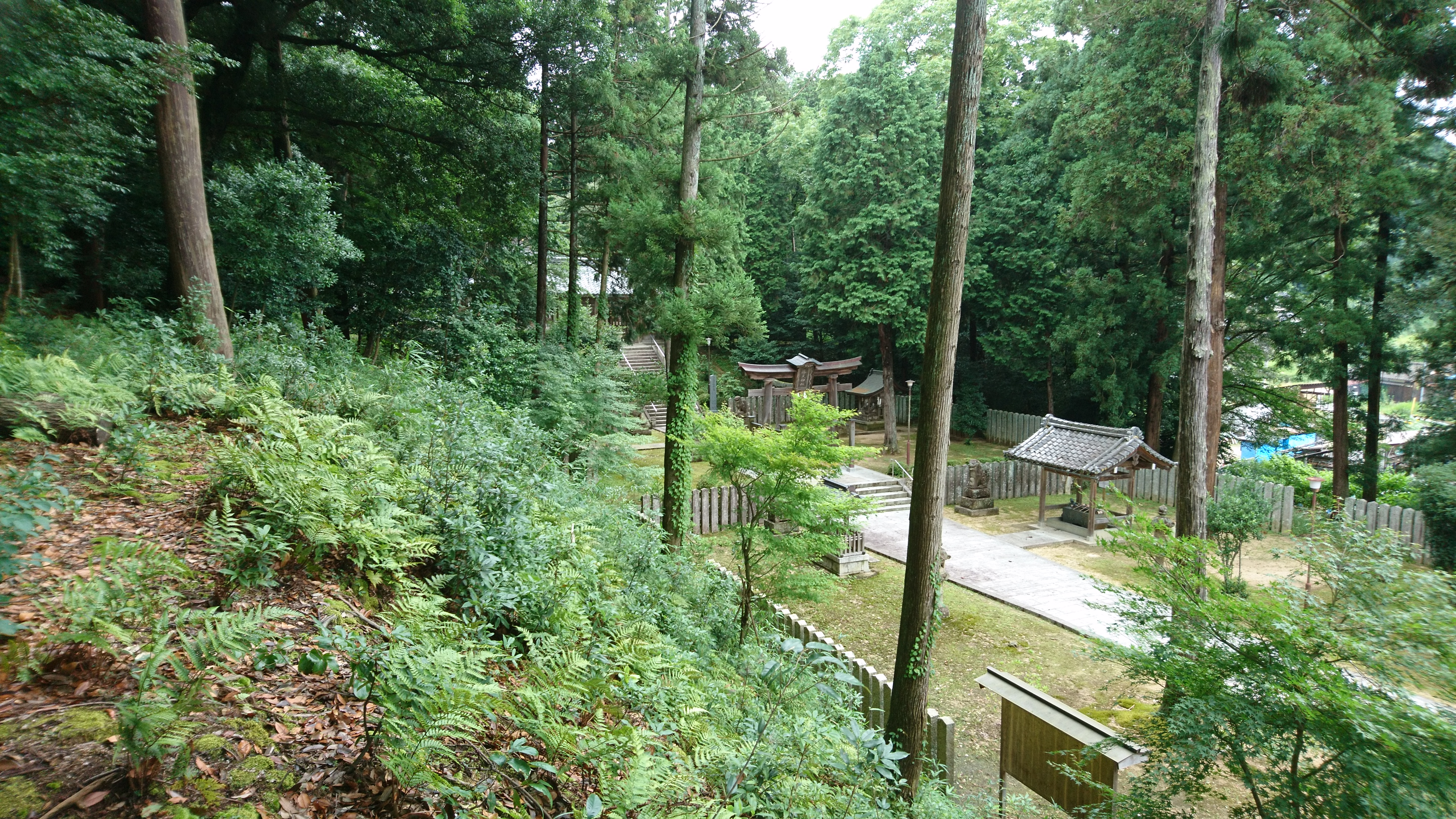
古墳群から神社を見下ろす。
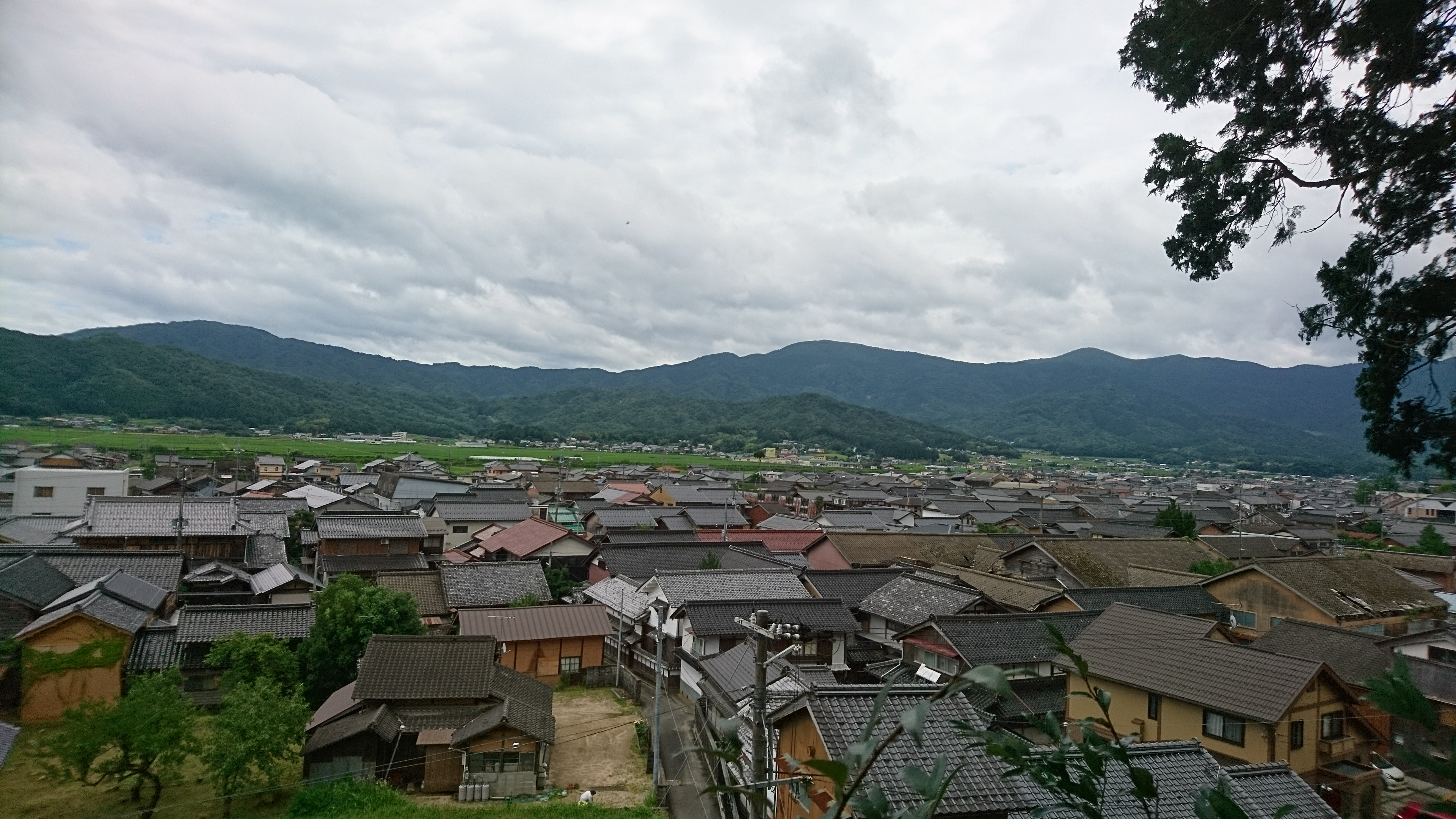
古墳群からの眺望。

## 摂末社
町内の小字、岡田山に高峯社、梅谷に尾崎荒神社、奥山に愛宕社、大道に恵美須社、森谷に厳島社、中坪に志布那志社、奥地に筬岡社の境外社をもち、福森に稲荷社をもつ。

## 氏子と例祭「三河内曳山祭」

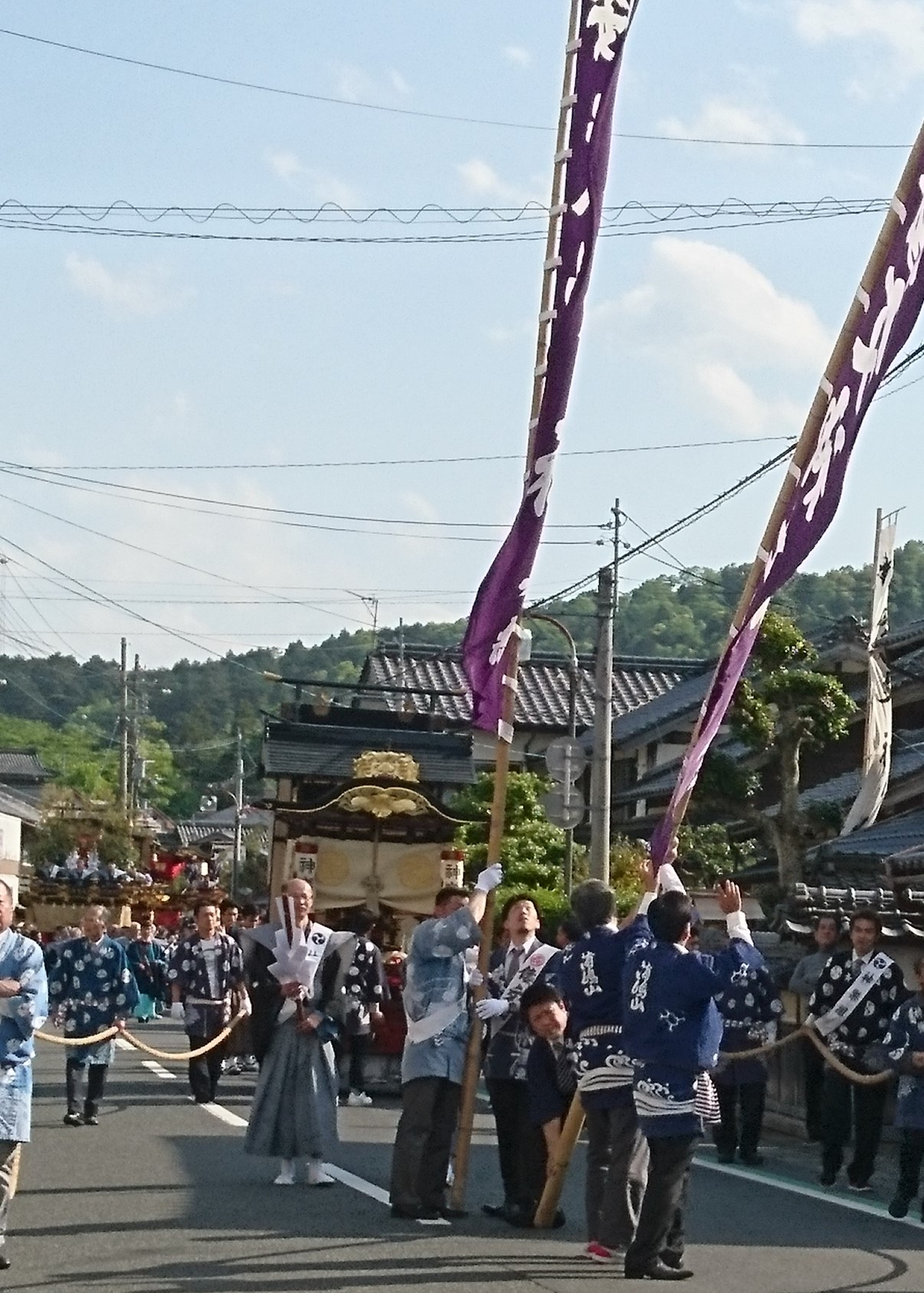
三河内曳山祭巡行

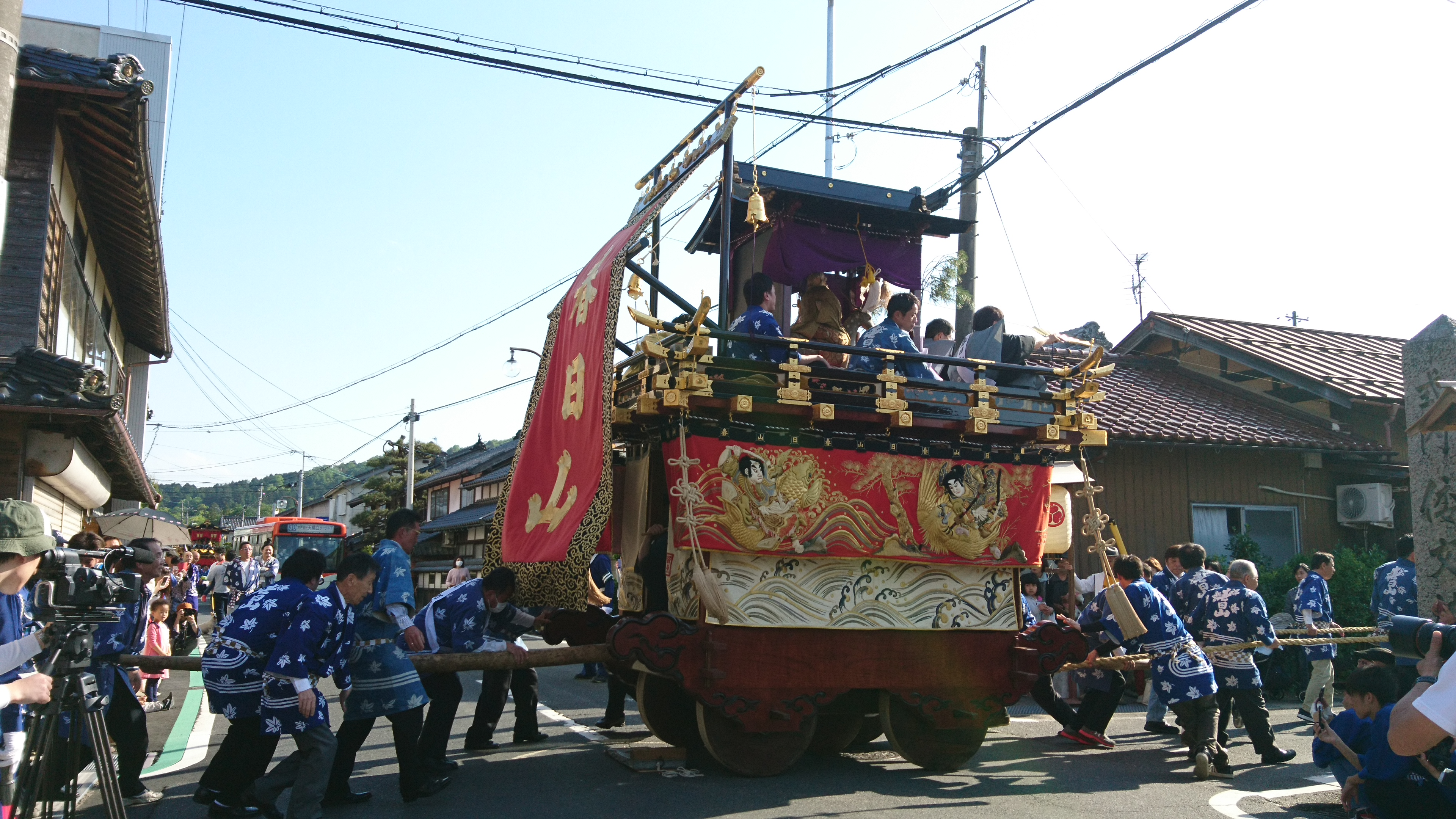
三河内曳山祭巡行 宮前通へ入る

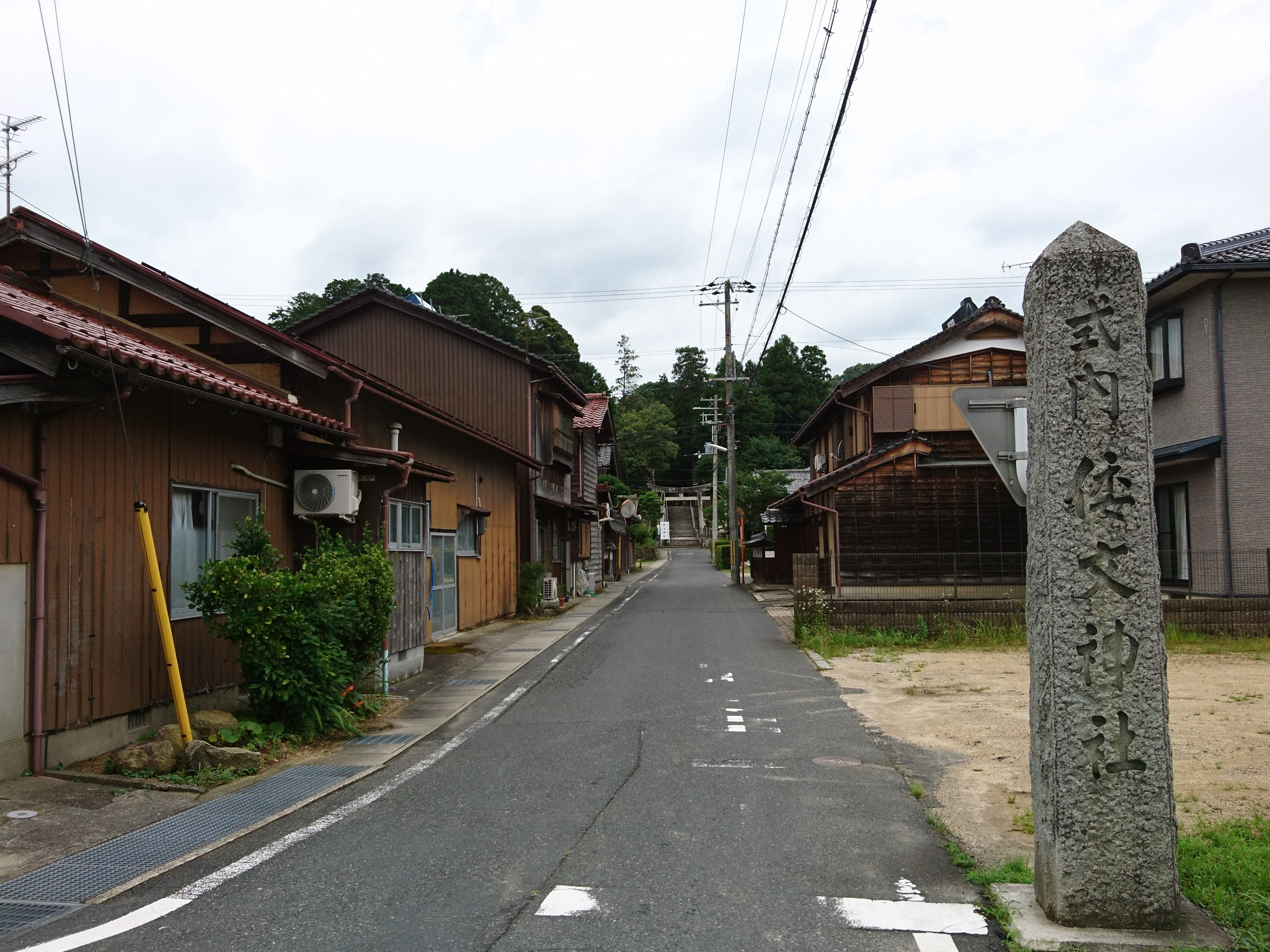
宮前通

例祭は、1755年（宝暦5年）に始まり、当地の地場産業である丹後ちりめんの隆盛とともに発展したと伝わる。かつては八朔祭と呼ばれ、旧暦8月1日に行われていたが、1887年（明治20年）頃から加悦谷祭に含まれ、加悦の天満神社の祭礼日にあわせて毎年4月24日と25日に行われるようになった。1991年（平成3年）からは、加悦谷祭から独立して日を移し、5月3日と4日に行われている。この例祭は「三河内曳山行事」と称され、京都府無形民俗文化財に指定されている。
三河内曳山祭は、5月2日に行われる神幸祭にはじまり、5月3日に宵宮、5月4日に例祭が行われ、例祭では神楽舞の奉納や神招きの儀式、屋台巡行、余興巡行、還幸祭が行われる。

### 屋台巡行
大幟を先頭に、神楽殿、山屋台、子供屋台など、12基の屋台が巡行する。芸屋台もあり、山屋台と芸屋台は隔年で交互に巡行しており、2018年（平成30年）は山屋台が巡行した。
巡行は、氏子6町が組ごとに揃いの法被をまとって各々の屋台とともに各組の南村境に集い、三河内発祥の地とされる梅谷の大幟を先頭に、神楽が先行し、幟、笠鋒、神官、供奉の人々、屋台の順番で行う。行列は三河内公民館の辺りで一直線に眺めることができる。山屋台はそれぞれ伝統の囃子を奏で、後続の子供屋台が大太鼓を打ち鳴らすが、宮大門にかかり宮前通に入ると同一の囃子となる。この囃子は天神囃子と呼ばれ、「ドデサッサ、ドデサッサ」の掛け声に、「ドデンドンドン、ドデンドンドン」のリズムで太鼓が打ち鳴らされる。
例祭では、巡行の途上で「神招き」の神事が行われる。
行列が倭文神社前に到着すると、神前で儀式が行われ、神楽舞が奉納される。かつては神楽舞も氏子の各家の「かまど清め」に巡回したが、現在は省略され、宵宮に宮と各町内で奉られている屋台の前で奉納されるものと、例祭の出立前と例祭の儀式で奉納されるのみとなっている。
| 氏子（例祭時の町名） | 山車   | 祭神                                     | 紋章       | 法被                                               | 囃子の種類 | 屋台概要 |
| -------------------- | ------ | ---------------------------------------- | ---------- | -------------------------------------------------- | --- | --- |
| 梅谷（大幟）         | 大幟   | 天羽槌雄神                               | 丸に三つ葵 | 背中に紋章、襟左に大幟、裾に梅花8輪を描く。        | ー | 幟屋台：高さ6メートル、幅1.6メートル、奥行3.3メートル |
| 中組                 | 八幡山 | 応神天皇（誉田別命）                     | 並び矢     | 全体に鳩を配置する。                               | ヤーマ ヤーマ、コーリャ コーリャ、テンテツシャンシャン、布袋囃子、イチチリ ヒュッヒュット セ、花笠音頭、オッピキ タイタイノーエ、ベッピンナイカ、お廻り、囃子込み                                        | 山屋台：高さ4.6メートル、幅2.95メートル、奥行3.62メートル |
| 倭文町               | 倭文山 | 倭文大神                                 | 丸に三つ葵 | 葵の葉と、織物の神を象徴するものとして糸車を描く。 | ハヤシコミ、ヤーマ ヤーマ、コーリャ コーリャ、ドシタイ ドシタイ、イッキョウ アーイヤ、マンダ、天神囃子、ハードンドン、アーコリャコリャ、ベッピンナイカ、コンピラフネフネ、ヒトツトセイ、オッピキタイタイ | 山屋台：高さ4.7メートル、幅3メートル、奥行3.65メートル |
| 表町                 | 春日山 | 武甕槌神（鹿島大神）                     | 下り藤     | 紅葉ちらしと流水                                   | 天神囃子、一軒しょ、十二神楽、駒、布袋囃子、竹囃子、廻り、コンピラフネフネ、オッピキタイタイ、数唄など多様にある。                                                                                       | 文化3年に担い屋台から始まり、明治25年から現在の山屋台となった。高さ4.5メートル、幅3メートル、奥行3.7メートル。かつては屋台に乗るのは男子のみとされたが、2016年（平成28年）から女子も屋台に乗って囃子を担当できるようになった。 |
| 上之町               | 浦嶋山 | 火之迦具土命（愛宕神）、保食神（稲荷神） | 一つ亀の丸 | 波頭                                               | 天神囃子、一軒しょ、駒、十二神楽、笹囃子、布袋囃子、竹にスズメ、床下、お廻りなど、多様。 | 明治25年に愛宕神と稲荷神を祀る2町が合併して浦嶋山となったことから、2神を祀る。山屋台：高さ4.87メートル、幅3.31メートル、奥行4.24メートル。                                                                                     |
| 神楽町               | 神楽殿 | 獅子頭                                   | 三つ巴     | 三つ巴に牡丹の花                                   | 祇園囃子。舞の種類は、幣の舞、剣の舞、四方掛、乱の舞など。 | 神楽殿：高さ3.65メートル、幅2.27メートル、奥行3.15メートル。 |

### 神招き
「神招（かみおぎ）」ともいう。

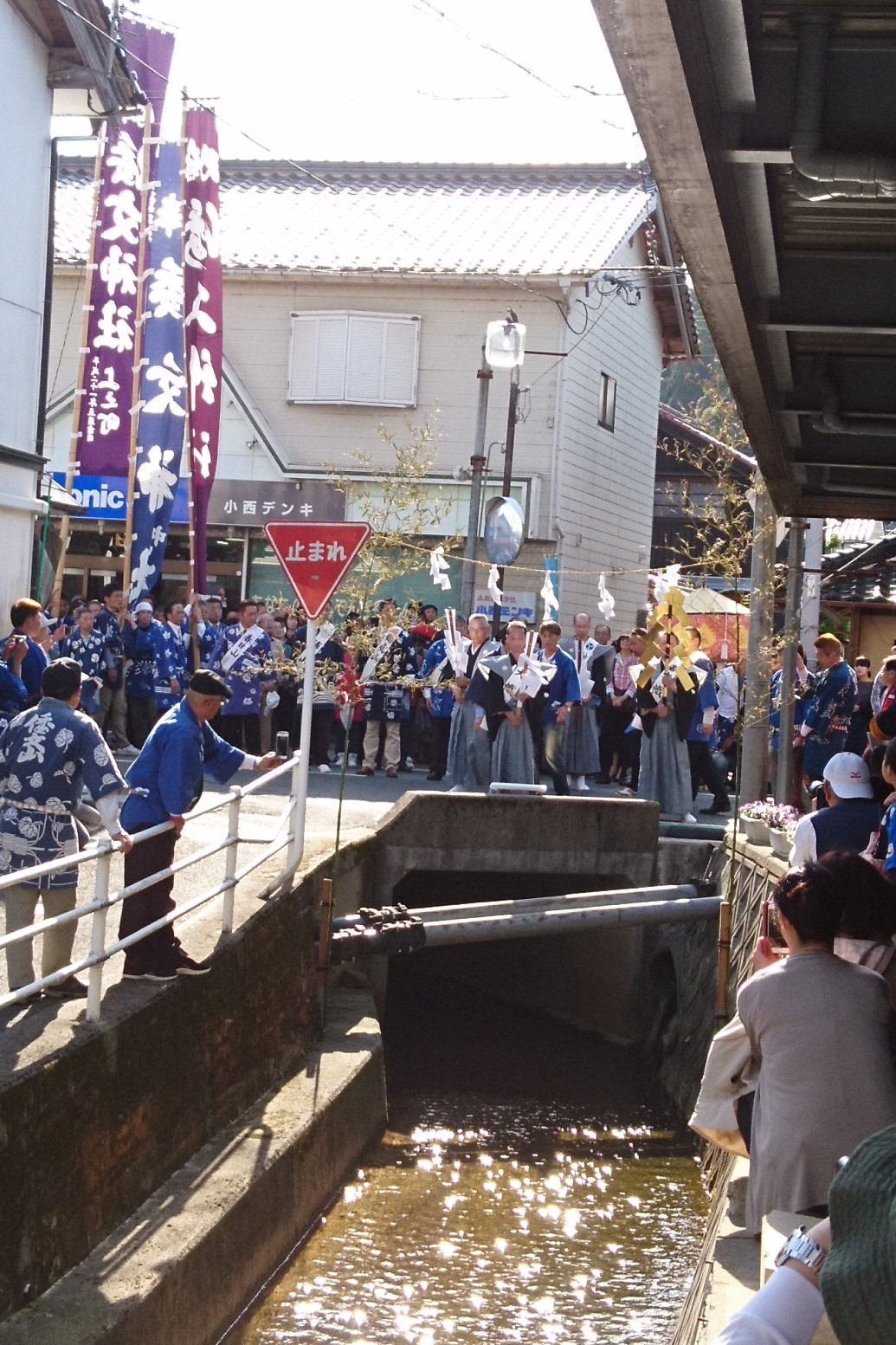
三河内曳山祭の神招き

口碑伝説によると、倭文神社の祭神である天羽槌雄神は、川や田を隔てた向かいの明石地区にある須代神社の祭神である須勢理媛と夫婦であったが、須勢理媛が大きな権力を持つ大国主命の正妃となったことで泣く泣く離別させられてしまった。夫婦2神はこの例祭の時だけ、倭文神社でともに過ごすことができると伝えられている。
屋台巡行の途中、傘鉾が奥山川にさしかかる地点にある筋交い橋で行われる神事では、川に神酒と神米を3度奉納し、梅ヶ谷地区の代表が御幣を掲げて3度東に向かって「オーイ」と声をかける。2社の中間点には野田川が流れ、その川岸の松の木の下で須勢理媛が休息をとっていて、須勢理媛は呼びかけに応じて巡行に加わり、天羽槌雄神とともに祭礼に参加する。
また、須勢理媛の弟である倉稲魂命、天太玉命（祭祀）と天明玉命（玉造り）の兄弟もこの呼びかけに応じて祭礼に加わり、共同で祭りを執り行うと伝えられている。

## 交通アクセス
所在地
- 京都府与謝郡与謝野町三河内1453

交通
- 京都丹後鉄道（丹てつ）「与謝野駅」下車後、カヤ興産バスで「三河内口」下車[20]。
- 丹海バス与謝線・福知山線「三河内小学校下」下車[12]。